# L'Employé
Pour plus de détails, voir Fiche technique et Distribution.
L'Employé (El dependiente) est un film argentin réalisé par Leonardo Favio, sorti en 1969. Adapté d'un récit de Jorge Zuhair Jury, frère du réalisateur, c'est un drame simple et poétique sur la vie provinciale. Il a reçu la Catalina d'or du meilleur film lors du neuvième Festival de Carthagène.

## Synopsis
Dans un petit village argentin, Fernández est l'employé de la quincaillerie du vieux don Vila. Il tombe amoureux de la belle mademoiselle Plasini, et se met à espérer la mort de son patron pour hériter de la boutique.

## Fiche technique
- Réalisation : Leonardo Favio
- Production : Leopoldo Torre Nilsson
- Scénario : Jorge Zuhair Jury, Leonardo Favio et Roberto Irigoyen
- Photographie : Aníbal Di Salvo
- Montage : Antonio Ripoll
- Musique : Vico Berti, Yaco Seller, Jean-Sébastien Bach, Francisco Canaro, Filiberto
- Durée : 87 minutes
- Date de sortie : 
  -  Argentine : 1er janvier 1969

## Distribution
- Walter Vidarte : Fernández
- Graciela Borges : mademoiselle Plasini
- Nora Cullen : madame Plasini
- Tacholas : don Vila
- Martín Andrade : Estanislao
- José E. Felicetti : Fernández enfant

## Distinctions
- Festival international du film de Carthagène : Catalina d'or du meilleur film
- Association des critiques de cinéma argentins : Condor du meilleur acteur pour Walter Vidarte, nomination pour Graciela Borges